# 동남아시아의 미술
다음은 동남아시아의 미술에 관한 설명이다.
동양에 있어서의 2대문명(二大文明)의 중심지인 인도와 중국 사이의 가교(架橋)로서는 육지인 서역(西域) 이외에, 해양에서는 남해제국(南海諸國), 남만(南蠻)의 도서제국(島嶼諸國)이 존재하고 있다. 이러한 지역들은 벵골만(灣)의 실론섬(島)을 위시하여, 수마트라·자바·보르네오의 여러 섬과, 대륙 동남(大陸東南) 변(邊)의 미얀마·타이 말레이 반도(半島), 캄보디아, 베트남, 또는 남지나해(南支那海)에까지 미치고 있다. 이런 지역의 미술현상을 볼 때에 인도문화·미술의 팽창 파급(膨脹波及), 또는 힌두콜러니의 전개사(展開史)로서 파악하는 것이 이해를 용이하게 할 것이다. 이러한 각지(各地)의 원주민(原住民)들은 인도미술을 수용하여도 적극적인 창조활동을 통해 그것을 재생시킨다기보다는 그것이 그 고장이나 민족 속에 혼입(混入)되어 양식적(樣式的)으로 창조 경향이 쇠퇴일로(衰退一路)의 양상을 나타내는 수가 많았다. 개중에는 크메르 민족과 같이 뛰어난 창조적인 천분(天分)을 발휘하여, 앙코르 제 유적(諸遺跡)을 남긴 예외도 있다. 그러나 보통 원주민들이 수용한 인도미술은 종교미술과 같은 형식을 취해, 한편으로는 자유와 박애(博愛)·평등을 교의(敎義)로 구가하며, 주술의례(呪術儀禮)나 고장의 민간신앙을 허용하면서 지배자나 부유 상공업자의 보시(布施)가 오도(悟道)나 구원(救援)과 상통(相通)된다는 기원 3세기 이후의 불교미술이 농경사회 속에서 유포되고, 또한 다신교(多神敎)로 자연현상을 신격화(神格化)한 힌두교가 주술기도의 현세 이익(現世利益)의 즉효성(卽效性)을 가지고 역시 동남아시아 농경대(農耕帶) 속으로 전개되어 갔다. 이러한 종교미술이었으므로 조사조불(造寺造佛)이나 장대한 신전 건축이 그 대부분을 차지하여, 항구적(恒久的)인 석조 유구만이 잔존되어 있어, 당시의 미술활동을 엿볼 수가 있다. 기원 4세기∼8세기에 인도 고전미술(古典美術)인 굽타조(朝) 미술이 개화(開花)하여 그 후 기교(技巧)나 공예감각(工藝感覺)이 강하게 작용하여, 퇴폐 쇠퇴의 경향을 걷게 된 것을 반영하여 동남아시아 미술에는 기원 5세기 이후의 작품이 많으며, 더욱이 수용 이후 점점 조형적으로 하강현상(下降現象)을 보이는 것이 특색이다.

## 실론섬의 미술
이미 아소카왕(王) 시대(기원전 3세기)에 불교가 유포(流布)되고, 수도 아누라다프라 근처에 투파라마라는 불탑(佛塔)이 처음으로 세워졌다. 사리(舍利)나 탑파 숭배(塔婆崇拜)를 중심으로 하였으나, 장로부(長老部) 등의 소승부파(小乘部派)가 득세(得勢)하여 조형활동은 별로 활발치 못하였고, 유구유품(遺構遺品)이 그리 많지 못하다. 물론 탑파(塔婆)나 석굴승원(石窟僧院)·탑원(塔院) 등도 만들어져 8∼9세기에 적으나마 대승불교(大乘佛敎)의 조불활동도 진행되고 있었다. 실론의 불탑은 일반적으로 '다가바'라고 불리는 3층의 원형기대(圓形基台) 위에 반구형복발(半球形覆鉢), 또는 평두(平頭)·산석(傘石)이 정상에 만들어지는 구조를 갖고 있어, 인도 스투파의 기본형을 모방한 것이었다. 더구나 소승부파(小乘部派)의 보수성(保守性)을 뒷받침이나 하는 듯이 스투파의 기본형을 언제까지나 보존하며 고형(古形)을 답습하고 있다. 불상의 사당(祠堂)인 금당 건축(金堂建築)이 필요치 않았기 때문에 다가바의 규모형식(規模形式)이 대단히 크게 만들어져 있는 것도 그 특색의 하나일 것이다. 아누라다프라의 4대탑(四大塔), 그 중에서도 루반에리탑(기원전 2세기 말 건립)은 복발(覆鉢)의 직경이 77m나 되며, 제타바나라마탑(塔) 등과 더불어 작은 산 같은 인상조차 주고 있다. 복발부분(覆鉢部分)은 연와축조(煉瓦築造)로 기단(基壇)에 와하르카다라고 불리는 석대(石臺)가 있으며, 거기에 건축 장식으로 상두(象頭)·마카라어(魚) 등의 조각이 있다. 실론 벽화로 유명한 것은 시기리야 석굴벽화(石窟壁畵)이다. 5세기 말에 그려진 풀가사리 모르타르 벽화(壁畵)로 운중부인공양도(雲中婦人供養圖)라는 주제아래 하반신(下半身)이 운무 속에 묻혀 있고, 상반신 나형(上半身裸形)의 육감적인 여성이 연화(蓮華)를 산화(散華)하는 순간을 묘사하고 있다. 유동감(流動感)이 넘쳐 흐르는 듯한 거침없는 살결의 윤곽과 미태(媚態)를 머금은 매혹적인 큰 눈매는 황색 바탕에 적갈색 피부색의 채색 효과(彩色效果) 등과 더불어 우수한 작품으로서 주목을 받으며, 인도식(式) 고화(古畵)의 일례(一例)라고 알려져 있다. 불상유례(佛像遺例)도 시기리야에서 석불두(石佛頭)가 출토되고 그것은 실론섬(島)에 가까운 인도의 크리슈나강(江)의 안드라조(朝) 후기 벤기파(派)의 유품과 유사하다. 그리고 아누라다프라 출토의 청동제불입상(靑銅製佛立像, 6세기)을 위시하여 각지에서 비슷한 석조(石造)·동조(銅造)의 유품도 출토되어, 남(南)인도 벤기파(派)의 영향하에 조립되었음이 밝혀졌다. 재미있는 것은 8세기∼9세기 아누라다프라에 삼고저나 방울(鈴) 등의 밀교법구(密敎法具)가 출토되어 이 고장에 밀교(密敎)가 행해졌던 것과, 그리고 힌두교 사당(祠堂)도 만들어져 인도의 힌두교 건축의 모방이 행해졌던 것을 알 수 있다. 또한 남(南)인도의 힌두교 청동소상(靑銅小像)도 이 고장에 박재(舶載)되었던 것으로 보이며 실론섬 각지에서 출토되고 있다. 12세기에 제2의 수도가 되었던 곳인 포론나르와에도 불교유적이 많고 불상이나 불전도(佛傳圖)·열반상(涅槃像) 등이 만들어졌으나 조형상으로는 쇠퇴해 있었다.

## 미얀마·타이의 미술
국가적 규모로 조형활동에 들어가 유품을 남기게 된 것은 비교적 후의 일이다. 미얀마에서는 표족(驃族)이 11세기에 파간 왕조(王朝)를 창건한 이후, 불교와 힌두교 미술·문화의 영향을 받았다. 이 왕조는 특히 실론의 소승불교(小乘佛敎)를 받아들여 열렬한 불교신자가 되었으므로 조사조불을 행하여 건사왕조(建寺王朝)라고 할 정도였다. 유명한 사원에는 난파야, 슈에다곤, 아난다 사원 등 11세기에 건립된 것과 13세기의 밍가라제디 사원 등이 있다. 아난다사(寺)는 인도의 불탑형식(佛塔形式)을 뒤섞어 버마풍(風)으로 재구성한 구조형식으로 알려져 있다. 근세에 재건한 랑군에 있는 슈에다곤사(寺)에는 약 110m의 탑이 있다. 조각 유품으로는 굽타 양식을 묘사한 금은(金銀)의 소상(小像)이 출토되고, 파간조(朝) 시대에는 아난다사(寺)의 본존 4불(本尊四佛), 불전(佛傳)·본생도(本生圖)가 만들어져, 파라조(朝) 미술의 영향이 나타나 있으나 13세기 이후의 조소미술(彫塑美術)에는 볼 만한 것이 거의 없다. 타이국(國)에는 선주(先住) 몬족(族)의 드바라바티 미술(6세기∼9세기)이 있으며, 우선 인도의 굽타조(朝) 불교 미술, 특히 사르나트파(派)의 얇은 옷에 육체가 비치어 보이는 조형을 수용하여 표현한 뛰어난 유품을 남겼다. 다음에 말레이 반도부(半島部)를 영유(領有)한 수마트라의 스리비자야가 침입하여 미술영향을 남기고, 차이야 출토의 청동제관음상 등의 걸작을 낳았다. 또한 동쪽 이웃인 크메르족이 타이를 지배하고(10∼13세기), 크메르 미술을 이 땅에 남겼다. 몬·크메르 조상(彫像)이 그에 해당되는데 얼굴, 특히 눈의 형식에서 민족적 특색을 보이고 있다. 이러한 미술전통을 남하(南下)하여 온 타이족(族)이 계승하여 소위 타이미술을 형성하고 첸센파(12∼14세기), 스코타이파(13∼14세기), 아유티아파(15∼18세기) 등 차례로 조불활동을 행하였으나 예술적 천분이 뛰어나지 못하였으므로 유형적(類型的)이며 우수한 작품은 많지 않은 듯하다. 건축도 사원건축이 행해져 버마계(系)와 실론계(系)의 고탑형식의 유구(遺構)가 주된 것으로, 크메르계(系) 포탄형고탑(砲彈形高塔)도 있다. 이런 요소를 건축물에 투입한 결과 복잡한 구성과 형태가 되고, 또는 농후한 채색이 베풀어져 있어서 타이인(人) 미의식의 일면을 보여주고 있다.

## 캄보디아의 미술
캄보디아의 메콩강(江)과 톤레 사프호(湖)를 중심으로 한 풍요한 농경사회가 일찍이 발달되어, 이미 부남국(扶南國)과 진랍국(眞臘國) 등이 중국의 사서(史書)에 등장되고 있다. 종교면에서 본다면 우선 기원 1세기∼2세기 소승불교가 실론섬(島)을 경유하여 전해지고, 5세기 이후 대승불교와 힌두교가 유입되어 왔다. 크메르 전기(前期)의 미술유품은 남아 있는 것이 없으며, 그 실태도 알려져 있지 않다. 크메르족의 기원(起源)·출신지도 수수께끼에 묻혀 있으나 7세기 캄보디아에 등장하여 프레 앙코르 시대(6∼7세기)의 창조활동에 들어갔다. 프논 다 양식(6∼7세기)대표작 파라슈라마상(像)과, 프라사트 안디드 양식(7세기 후반∼8세기)의 하리하라상(像) 등 인도의 굽타 사르나트파(派) 조각의 영향을 받으면서, 상당히 사실적인 인간미가 조형표현의 여러 개소(個所)에서 엿보여 크메르인(人)의 미술적 재능의 일면을 보여주고 있다. 그러나 크메르인의 미술표현의 본령(本領)은 건축학적 구성능력과, 건축 세부를 장식하는 공예감각으로 입증되는 부조(浮彫)의 장식미의 창조능력에 있다고 하겠다. 석조 건축의 훌륭하고 강렬한 박력(迫力)과 거대한 구상력(構想力)의 소산이 볼 만한 것이다. 9세기 말, 야쇼바르만 1세가 톤레 사프호(湖)의 서북(西北)구석에 해당하는 고장에 야쇼다라프라, 즉 대도성(大都城)으로서 앙코르톰(大王城이란 뜻)을 건설했다. 이후 대건축 시대가 현출된다. 특히 12세기 초 수리아바 르만 2세가 앙코르 와트(王城寺)를 건립함에 이르러 크메르 건축은 발달의 정점에 달하였다. 13세기 건립(建立)의 바이욘은 불교사원 건축으로 앙코르 와트와 유사한 구조를 갖고 있으나 고탑일면(高塔一面)에 기괴할 정도로 큰 미소를 머금은 인면(人面)을 표현한 의장(意匠) 등은 그 기발(奇拔)한 면에서 일경(一驚)을 금할 수 없다. 바이욘 회랑(回廊)의 프리즈 조각(彫刻)도 흥미를 끈다. 건축장식이 지나쳐 눈을 현혹시키는 듯한 반테아이 스레이의 박공, 프논 바겐, 프라 코 등의 사원 등에도 볼 만한 것이 많다. 조각은 건축의 다채로운 구성에 압도되고 있는 듯이 보이나 굽타 고전조각의 영향과 벤기파(派) 조각의 장점을 수용하면서 크메르인(人)의 표정을 반영하여 명상적(暝想的)인 눈매의 표현과, 입술이 크게 굽이치는 미소의 조형이 매력의 하나로 되어 있다.

## 앙코르 와트
앙코르 와트는 동남아시아 최대의 석조 건축물로서 방형기단(方形基壇) 위에 중앙과 네 구석에 5개의 고탑건축을 세우고, 3중(重)의 회랑을 점점 중앙부(中央部)가 높아지도록 설계하여, 제3회랑(第三回廊) 가운데에 십자형(十字型)의 열주랑(列柱廊)이 있고, 그 중심에 중앙사당(中央祠堂)의 탑을 구축하였다. 크메르인은 힌두교의 교의나 불교식 사고방식을 그들의 생활감정에 맞추어서 변용(變容)시키면서, 건축형식과 배치 플랜 등의 면에서도 양자의 요소를 종합하여, 그들 특유의 훌륭한 조형미를 창조하였다고 할 수 있다. 회랑 내벽(回廊內璧)은 엷은 부조로 힌두교의 신화도(神話圖)가 대화면구성(大畵面構成)으로 표현되어 있으나 자태(姿態)의 약동에 있어서의 조형상의 묘(妙)와, 장식미를 노린 공예감각이 나타나 있어 회화적 조형의 인상이 짙다.

## 앙코르톰
캄보디아 톤레사프호(湖) 북방에 있는 앙코르문화의 유적. 앙코르는 왕도(王都)를 톰은 큰(大)이라는 뜻을 나타내므로 앙코르톰은 '대왕도'라는 뜻이다. 현존하는 유구(遺構)는 자야바르만 7세가 왕국의 수도로서 1200년경에 조영(造營)한 것이다. 1변 3km인 성벽의 정사각형으로 주위를 둘러싸고, 중앙에는 세계의 중심으로 보이게 한 바이온묘(廟)가 높이 솟고, 그 동서남북으로 2추축대로(樞軸大路)가 도시를 4분하며 2추축이 성벽과 만나는 곳에 왕도의 문이 4개, 왕궁에서 동으로 뻗은 대로 위에 1개, 모두 5개의 문이 있다. 이 5개의 문은 앞면에 돌의 커다란 뱀을 껴안은 거인상(巨人像)의 열(列)을 난간으로 한 육교를 끼고 있으며, 문 자체는 거대한 4면의 얼굴을 한 탑문으로 되어 있다. 육교의 양측에는 7개의 머리를 가진 큰 뱀의 몸으로 줄다리기를 하는 54체의 거상(巨像)이 늘어서 있고 신들의 줄과 아수라(阿修羅)의 줄이 서로 마주보고 있다. 성문의 높이는 23m이고, 윗부분 4면의 보살의 얼굴이 연꽃 왕관을 쓰고 사방을 노려보고 있다. 바이온사원은 수미산을 상징화한 것이고 성벽은 히말라야 영봉을, 환호는 대양(大洋)을 의미하며, 이것들은 왕권의 신격화와 결부된 크메르적 우주관에 기초한 것이다. 바이온사원, 파괴된 왕궁, 그곳에 있는 천상의 궁전 파미아나카스사원이 있고, 개선한 군단이 지나가는 승리의 문(성문의 하나)이 있다. 이 밖에 불교사원 프리아파리라이, 절, 테프프라남, 10세기 말에서 12세기 초에 걸쳐서 건립된 사원과 사당 등이 있다. 특히 이 유적의 중심부에 이 중심부에 있는 바이온묘는, 그보다 반세기 정도 앞서 세워진 앙코르 와트와 함께 앙코르문화의 쌍벽을 이룬다.

## 인도네시아의 미술
미술사적(美術史的)으로 주목하여야 할 것은 수마트라·자바·발리 등 3개 섬인데, 여기서는 불교사원 보로부두르의 유구(遺構)를 중심으로 소개하기로 한다. 힌두 팽창 현상의 하나로서, 중부(中部) 자바의 디엔 고원(高原)에 7세기∼8세기의 힌두교 사당 몇 개가 있다. 보로부두르는 8세기∼9세기경 건립(建立)된 것으로서 전고(全高) 31.5m, 최하층의 일변(一邊)의 길이 111.5m의 방형기단(方形基壇) 위에 쌓아 올린 일종의 스투파 건축이다. 굴곡(屈曲) 많은 복잡한 5층기단(五層基壇)에 각기 지붕이 없는 회랑을 만들고, 그 위에 원형층(圓形層)을 삼중(三重)으로 쌓아 정상에 종형(鍾形)의 스투파를 붙이고 있다. 중앙의 대(大)스투파를 중심으로 건축 배치와 구성은 기하학적 균제(均齊)와 정연(整然)의 미(美)를 보여, 극히 주도(周到)한 설계 계산에 의해 만들어졌음을 나타내고 있다. 복잡한 건축 세부에도 불구하고 통일원리(統一原理)를 갖는 듯한 이 건물은 만다라(曼茶羅)의 입체적 조형화나 연화장세계(蓮華藏世界)의 구체적 표현의 제 설(諸說)이 있으나 수수께끼에 싸여 해결을 못 보고 있다. 방형단(方形壇)의 네 구석에 불감(佛龕)이 있고, 원형층(圓形層)에 나란히 이어진 소탑형 공간(小塔形空間)에도 불상이 안치되어 있으며, 회랑벽(回廊壁)에는 불전(佛傳)과 본생담(本生譚)의 부조(浮彫)가 있어 굽타 고전조각의 조형을 답습(踏襲)한 뛰어난 표현이 나타나 있다.

## 참고 문헌
- 이 문서에는 다음커뮤니케이션(현 카카오)에서 GFDL 또는 CC-SA 라이선스로 배포한 글로벌 세계대백과사전의 내용을 기초로 작성된 글이 포함되어 있습니다.